# Escut de Corçà
L'escut oficial de Corçà té el següent blasonament:
Escut caironat: d'or, un cor de gules; el peu partit: 1r d'argent, una creu plena de gules; i 2n, d'or, quatre pals de gules. Per timbre, una corona de vila.

## Història
L'escut originari va ser aprovat el 19 de setembre del 2000 i publicat al DOGC el 19 del mateix mes amb el número 3228. Hi figurava tan sols el cor de gules en camper d'or.

L'anterior escut oficial
entre 2000 i 2014

El gran cor de gules és un senyal parlant, un «cor sa», referit al nom de la vila. El 28 de novembre del 2013 el Ple de l'Ajuntament va decidir modificar l'escut heràldic del municipi per afegir-hi el senyal de la ciutat de Barcelona, la creu i els quatre pals, per commemorar la condició de carrer de Barcelona, atorgada a la vila per un privilegi de 1442.